# Graugesichtiges Rüsselhündchen
Das Graugesichtige Rüsselhündchen (Rhynchocyon udzungwensis) ist eine Säugetierart aus der Ordnung der Rüsselspringer (Macroscelidea). Es ist der größte Vertreter dieser Gruppe und wurde im Jahr 2008 wissenschaftlich beschrieben. Wie andere Rüsselspringer ist die Art durch eine verlängerte, rüsselartige Nase sowie durch kurze Vorder- und lange Hinterbeine gekennzeichnet. Ihr Verbreitungsgebiet beschränkt sich auf die Udzungwa-Berge in Ostafrika, wo sie überwiegend feuchte Bergregenwälder bewohnt. Die Lebensweise ist bisher kaum erforscht. Der Bestand des Graugesichtigen Rüsselhündchens wird als bedroht eingestuft.

## Merkmale

### Habitus

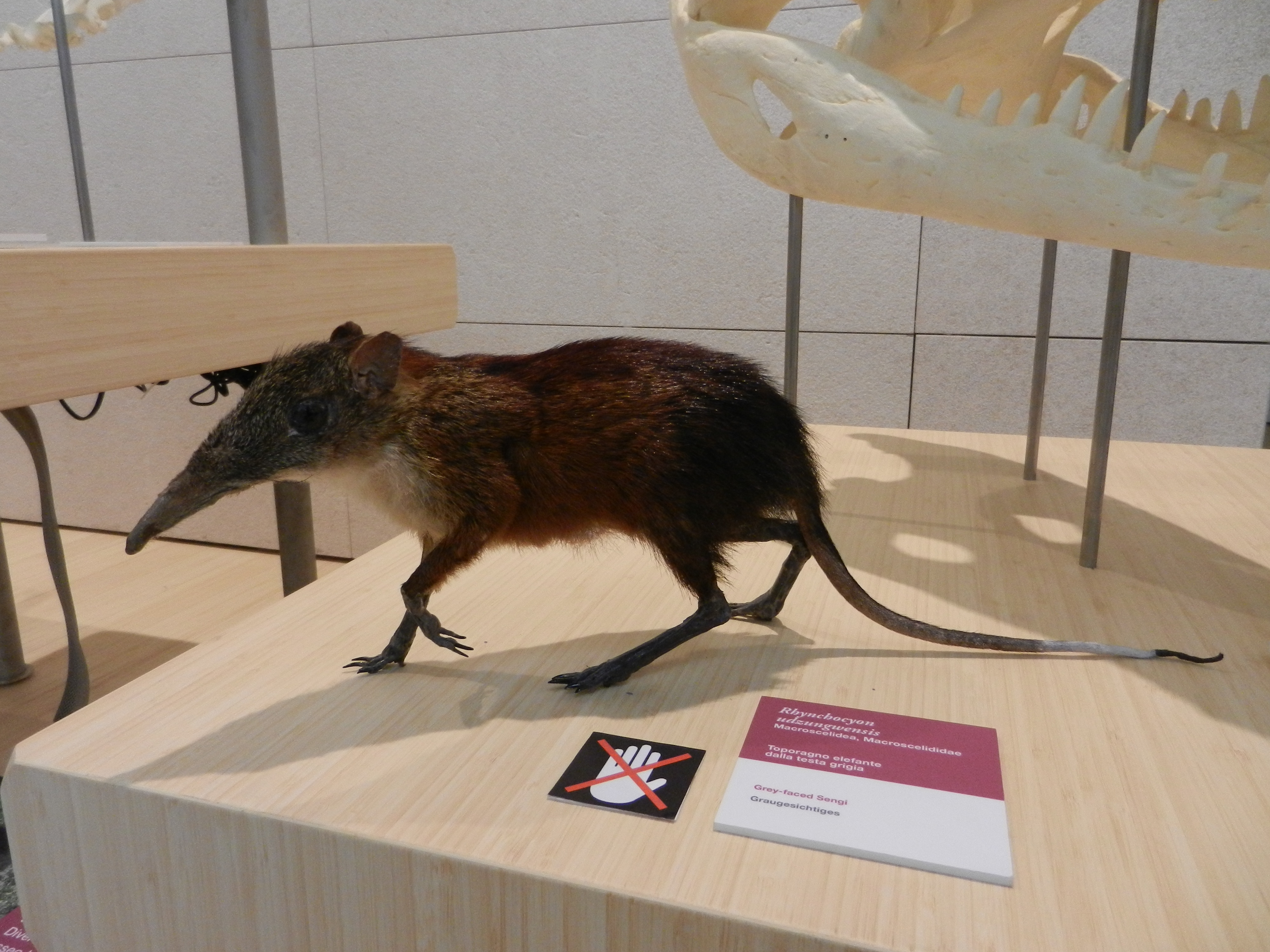
Graugesichtiges Rüsselhündchen, Präparat

Das Graugesichtige Rüsselhündchen ist mit einer Gesamtlänge von 55 bis 58 cm der größte Vertreter der Rüsselhündchen. Es erreicht eine Kopf-Rumpf-Länge von 29,7 bis 31,8 cm, eine Schwanzlänge von 23,9 bis 26,2 cm und ein Gewicht von 658 bis 750 g. In den Körpermaßen übertrifft es damit die anderen Vertreter der Gattung um 10 bis 20 %, bezogen auf das Gewicht um 25 bis 50 %. Wie alle Rüsselhündchen ist auch das Graugesichtige Rüsselhündchen durch die lange, rüsselförmig verlängerte Nase charakterisiert, ebenso wie durch die langen und dünnen Beine, bei denen die hinteren Gliedmaßen länger als die vorderen sind. Das Fell ist glatt, grob und dünn sowie relativ farbig. Die vorderen 20 mm des Rüssels sind haarlos und schwarz, der hintere Teil des Rüssels und das Gesicht bis etwa zur Ohrwurzel zeigt sich grau. Die einzelnen Haare haben schwarze Basen und cremefarbene bis hellgraue Spitzen. Die Ohren selbst werden 31 bis 37 mm groß und sind ebenfalls nackt und von dunkler Färbung. Zwischen den Ohren beginnt eine kastanienbraune Mähne und zieht über den Nacken. Die Haare hier erreichen aufgerichtet bis zu 25 mm Länge und überragen die Ohrspitzen um 10 mm. Die kastanienbraune Farbgebung setzt sich als Mittelstreifen auf dem Rücken bis nahe zum Schwanzansatz fort. Hinter den Ohren und den Schultern zu überwiegen graugelbe bis grau-rötlichbraune Farbtöne, die in eine rötlichbraune Farbgebung im Bereich der Körperseiten übergehen, bei der keine Grautöne mehr auftreten. Der graue Einschlag an den Schultern wird vor allem durch die schwarzen Haarspitzen dort verursacht. Teilweise kann auf dem Rücken ein unscheinbar wirkendes Fleckenmuster ausgebildet sein, wie es manchmal auch beim Rotschulter-Rüsselhündchen (Rhynchocyon petersi) und beim Goldenen Rüsselhündchen (Rhynchocyon chrysopygus) vorkommt. Brust und Kinn sind hellgelb bis cremefarben, das Fell hier ist deutlich dichter als an den Seiten. Zum Bauch hin wird es dünner und die Tönung schlägt in ein schwaches Rötlichbraun um. Die Innenseiten der Vordergliedmaßen stellen eine Mischung aus den hellgelben Brusthaaren und den rötlich braunen Flankenhaaren dar. An den Innenseiten der Hintergliedmaßen dominieren wie am Bauch hellere rötlich braune Farben, die äußeren Hinterbeine sind dagegen bis hoch zum Oberschenkel rabenschwarz gefärbt. Die Haut des Schwanzes hat oberseits eine schwarze, unterseits eine dunkelbraune Färbung. Zusätzlich ist nahe dem Schwanzende ein weißer Ring von 4 bis 6 cm Breite ausgebildet. Das Haarkleid des Schwanzes ist sehr dünn, die Farbgebung des Schwanzes findet sich in den Schwanzhaaren wieder. Die Füße generell erscheinen schwarz, sie sind aber auf der Rückenseite mit kurzen rötlich braunen Haaren bedeckt. Die Hinterfußlänge schwankt zwischen 79 und 88 mm.

### Gebissmerkmale
Das Gebiss weist insgesamt 34 bis 36 Zähne auf. Die Zahnformel lautet folgendermaßen: {\displaystyle {\frac {0(1).1.4.2}{3.1.4.2}}}. Die Länge der oberen Zahnreihe beträgt zwischen 30,2 und 32,6 mm. In der Ausprägung des oberen Eckzahns lässt sich ein leichter Geschlechtsdimorphismus aufzeigen. Bei Männchen werden diese 6,3 bis 7,2 mm lang, bei Weibchen 5,9 bis 6,5 mm.

## Verbreitung und Lebensraum

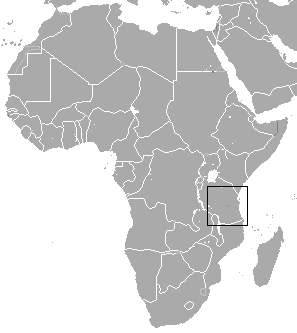
Verbreitungsgebiet des Graugesichtigen Rüsselhündchens

Das Graugesichtige Rüsselhündchen ist bislang nur aus den Udzungwa-Bergen im zentralen Tansania belegt. Es sind zwei voneinander getrennte Populationen bekannt, wovon sich eine im Ndundulu-Luhomero forest im zentralen Norden, die andere im Mwanihana forest im Osten des Gebirges befindet. Beide Landschaftszonen zeichnen sich durch dichte Wälder mit geschlossenem Baumkronendach aus. Sie umfassen die submontanen bis hochmontanen Höhenbereiche, die Bäume weisen in den unteren Lagen Wuchshöhen von 25 bis 50 m, in den oberen von 10 bis 25 m auf. Die Untergrundvegetation ist unterschiedlich ausgebildet, von eher offenen Flächen bis zu dichten Gebüschen. Zwischen den beiden Landschaftsräumen befindet sich ein 20 bis 25 km breiter Streifen aus Gras- und Waldland. Das Graugesichtige Rüsselhündchen bevorzugt weitgehend feuchte, immergrüne Bergwälder und ist seltener in tiefer gelegenen Trockenwäldern anzutreffen. Ebenso meidet es steile Hänge mit wenig Vegetationsbedeckung und ist eher an sanften Anstiegen zu finden. Ersten Untersuchungen zufolge reichte die Höhenverbreitung im Ndundulu–Luhomero forest von 1350 bis 2300 m Höhe, im Mwanihana forest von 1000 bis 1700 m Höhe. Bei weiteren Beobachtungen konnte die Art im Mwanihana forest auch in sehr tiefen Lagen um 400 m nachgewiesen werden, im Ndundulu–Luhomero forest steigt sie dagegen auf bis zu 2500 m auf. Dadurch lässt sich ein Gesamtverbreitungsgebiet von 390 km² bestimmen, wovon 268 km² auf den Ndundulu–Luhomero forest und 122 km² auf den Mwanihana forest entfallen. Als Populationsdichte werden etwa 50 bis 80 Individuen je Quadratkilometer angenommen, was dem bekannten Durchschnitt der anderen Rüsselhündchen entspricht. Das gesamte Verbreitungsgebiet des Graugesichtigen Rüsselhündchens liegt innerhalb desjenigen des Gefleckten Rüsselhündchens (Rhynchocyon cirnei), welches in den Udzungwa-Bergen in Höhen von 290 bis 1800 m vorkommt. Tatsächliche Überschneidungen beider Arten sind nur im zentralen Mwanihana forest bekannt.

## Lebensweise
Über die Lebensweise des Graugesichtigen Rüsselhündchens liegen bisher nur wenige Informationen vor. Den bisherigen Beobachtungen zufolge ist es ausschließlich tagaktiv mit hauptsächlichen Aktivitätszeiten von 07:30 bis 17:30 Uhr. Wie andere Rüsselhündchen auch legt es Nester an, die in kleinen, ovalen Vertiefungen im Boden eingerichtet werden und mit Blattmaterial ausgekleidet sind, wobei in der Mitte ein erhöht aufgeschichteter Haufen liegt. Sie befinden sich in der Regel unter Bäumen an der Basis der Stämme. Die Nahrung besteht überwiegend aus Insekten. Ein trächtiges Weibchen trug zwei Föten, je eines in einem Horn der Gebärmutter. Bei Felduntersuchungen wurde beobachtet, dass der Weißbrust-Braunschwanz (Chamaetylas fuelleborni) aus der Gruppe der Fliegenschnäpper, der ebenfalls insektenfressend ist, dem Graugesichtigen Rüsselhündchen folgt. Ob hier eine Art Kommensalismus vorliegt, wie bei anderen Rüsselhündchen auch belegt, ist bisher unbekannt.

## Systematik
Das Graugesichtige Rüsselhündchen ist eine Art aus der Gattung der Rüsselhündchen (Rhynchocyon), zu der vier weitere Arten gehören. Die Rüsselhündchen bilden einen Teil der Ordnung der Rüsselspringer (Macroscelidea). Die Ordnung umfasst kleinere Säugetiere, die endemisch in Afrika verbreitet sind. Sie besteht aus insgesamt sechs Gattungen und zwei Familien. Dabei gehören die Rüsselhündchen zur Familie der Rhynchocyonidae und stellen deren einziges Mitglied dar, sie ist somit monotypisch. Alle Vertreter der Rüsselhündchen bewohnen überwiegend bewaldete Habitate, sie repräsentieren die größten Formen innerhalb der Rüsselspringer. Zur zweiten Familie, die Macroscelididae, zählen die Elefantenspitzmäuse (Elephantulus), die Rüsselratte (Petrodromus) sowie die Gattungen Macroscelides, Galegeeska und Petrosaltator. Hierbei handelt es sich um deutlich kleinere Angehörige der Rüsselspringer, die an eher trockene bis teils wüstenartige Regionen angepasst sind. Die Trennung der beiden Familien erfolgte laut molekulargenetischen Untersuchungen bereits im Unteren Oligozän vor etwa 32,8 Millionen Jahren. Eine stärkere Diversifizierung der Gattung Rhynchocyon begann im späten Mittleren Miozän vor rund 9,7 Millionen Jahren.
Der nächste Verwandte des Graugesichtigen Rüsselhündchens dürfte das Gefleckte Rüsselhündchen (Rhynchocyon cirnei) sein. Die Verbreitungsgebiete der beiden Arten überschneiden sich geringfügig in den Udzungwa-Bergen, letztere Art kommt aber mit den trockeneren Tieflandsbedingungen besser zurecht. Genetische Untersuchungen zeigen, dass beide Arten monophyletisch sind und somit als eigenständig angesehen werden können. Allerdings konnte anhand der mitochondrialen DNA auch eine deutliche Introgression von Genen beider Arten nachgewiesen werden. Da es keine morphologischen Übergangsformen gibt, kann eine gegenwärtige Hybridisierung ausgeschlossen werden. Vermutet wird, dass dieser Genaustausch möglicherweise im Verlauf des letzten Warmzeit-Kaltzeit-Zyklus beginnend vor rund 120.000 Jahren stattfand. Während dieses Zyklus unterlag die Ausdehnung der Areale sowohl des Graugesichtigen als auch des Gefleckten Rüsselhündchens in Folge der heftigeren Klimaschwankungen wohl stärkeren Veränderungen, wodurch es zu häufigeren Kontakten der beiden Arten kam, was die Introgression begünstigte.

## Entdeckung
Nachdem einigen Forschern mehrfach über Beobachtungen einer bisher unbekannten Art der Rüsselspringer während der Untersuchungen zur Artenvielfalt der Udzungwa-Berge berichtet wurde, konnten im Jahr 2005 erstmals einzelne Tiere von automatischen Kamerafallen dokumentiert werden. Im Jahr darauf folgte eine erste Veröffentlichung, die die damals mögliche neue Art erwähnte. Die Udzungwa-Berge gehören zu den Eastern Arc Mountains Ostafrikas, die einen bedeutenden Biodiversitäts-Hotspot darstellen mit zahlreichen, dort endemisch vorkommenden Arten wie dem Kipunji-Affen oder der Phillips Kongo-Spitzmaus. Allein aus den Udzungwa-Bergen sind mehr als 70 mittelgroße bis große Säugetierarten bekannt. Die formelle wissenschaftliche Erstbeschreibung des Graugesichtigen Rüsselhündchens unter dem wissenschaftlichen Namen Rhynchocyon udzungwensis erfolgte durch Francesco Rovero und Forscherkollegen im Februar 2008. Als Typusregion wurde das Flusstal des Vikongwa im Ndundulu Forest in etwa 1350 m Höhe bestimmt. Der Holotyp (Exemplarnummer CAS 28043) umfasst ein ausgewachsenes weibliches Tier, das Mitte März 2006 aufgesammelt wurde. Der wissenschaftliche Artname udzungwensis ist eine Referenz auf das Verbreitungsgebiet des Graugesichtigen Rüsselhündchens.

## Bedrohung und Schutz
Die IUCN listet das Graugesichtige Rüsselhündchen als „gefährdet“ (vulnerable). Gründe hierfür liegen in dem stark begrenzten Verbreitungsgebiet und dessen Anfälligkeit für natürliche und künstlich hervorgerufene Waldbrände, die zu einem rapiden Lebensraumverlust führen können. Das Vorkommen der Art befindet sich vollständig innerhalb des Udzungwa-Mountains-Nationalparks und des westlich anschließenden Kilombero Scarp Forest Reserve. Die Randgebiete werden aber stark durch die zunehmende Bevölkerungszahl beeinflusst. Die Populationsgröße beträgt schätzungsweise 15.000 bis 24.000 Individuen, die Annahme basiert auf der vermuteten Individuendichte von 50 bis 80 Tieren auf einem Quadratkilometer und der anfänglich angenommenen Größe des Verbreitungsgebietes von 300 km². Weitere Untersuchungen konnten das Vorkommen um etwa ein Drittel ausdehnen. Ein System aus mehreren hundert Kamerafallen in den Schutzgebieten ermöglicht die weitere Beobachtung und Erforschung der Lebensweise und Verbreitung des Graugesichtigen Rüsselhündchens.